# Kompresní poměr
Kompresní poměr u spalovacích motorů udává poměr mezi objemem směsi nasáté a objemem směsi stlačené. U zážehových motorů se kompresní poměr často pohybuje od 8:1 do 16:1 v závislosti na konstrukci motoru. U vznětových motorů se kompresní poměr často pohybuje od 14:1 do 23:1 v závislosti na konstrukci motoru. Při tak vysoké kompresi se nasátý vzduch vlivem stlačení zahřeje na teplotu ~600 °C, díky čemuž se vstříknuté palivo začne okamžitě spalovat.
εk = {\displaystyle {\frac {V_{k}+V_{z}}{V_{k}}}}
- Vk – objem kompresního prostoru
- Vz – Pracovní objem válce

Píst se ve válci pohybuje přímočaře vratně, přičemž mezní pozice jeho pohybu nejvíce vzdálená od klikového hřídele se nazývá horní úvrať a mezní pozice nejblíže k hřídeli dolní úvrať. Prostor mezi úvratěmi se nazývá zdvihový objem. Zdvihový objem závisí na průměru vrtání válce a zdvihu pístu. Prostor, který zůstane před pístem, když je píst v horní úvrati, se nazývá kompresní prostor.

## Stroje s rotačními písty
U těchto typů strojů je kompresní poměr definován obecněji jako poměr největšího a nejmenšího objemu pracovního prostoru během otáčky. Jinými slovy je to poměr objemu směsi nasáté k objemu směsi stlačené.
εk = {\displaystyle {\frac {V_{1}}{V_{2}}}}
- V1 – největší objem pracovního prostoru
- V2 – nejmenší objem pracovního prostoru

## Význam
Čím je kompresní poměr větší, tím dochází k většímu stlačení směsi (u vznětových motorů vzduchu) před zapálením. Kompresní poměr je konstrukční parametr, který:
- Zásadně ovlivňuje dosažitelnou účinnost motoru
- Ovlivňuje velikost a průběh točivého momentu v závislosti na otáčkách motoru
- Při správné volbě snižuje emise motorů

Zvýšením kompresního poměru přicházejí i nevýhody:
- U zážehových motorů může dojít k předčasnému samovznícení paliva
- Zvýšení hmotnosti motoru kvůli dimenzování na větší síly

## Praktické hodnoty
Motory se snímačem detonačního spalování, elektronickou řídící jednotkou nebo dalšími vylepšeními mohou mít zvýšený kompresní poměr až do 16,3:1 (motor Skyactiv-X). U přeplňovaných zážehových motorů je kompresní poměr kolem 8,5:1.
Vznětové motory mají kompresní poměr vyšší než 16:1, obvykle na úrovni 20:1 nebo i vyšší, protože u nich naopak ke vznícení paliva v kompresí ohřátém vzduchu dojít musí. Nasává se vzduch, palivo se vstřikuje až do kompresí ohřátého vzduchu.